# Adam Cooney
Adam Cooney (30 september 1985) is een Australianfootballspeler die uitkomt voor de Western Bulldogs in de AFL. Cooney werd verworven van West Adelaide in de SANFL. Hij won in 2008 met 24 stemmen de Charles Brownlow Trophy, waarmee hij de tiende Footscray/Western Bulldog-speler werd die de AFL's hoogste individuele prijs won. 

## Statistieken
| Seizoen  | Team             | #        | Wedstrijden | G      | B      | K      | H      | D      | M      | T      | G                         | B                         | K                         | H                         | D                         | M                         | T                         |
| Seizoen  | Team             | #        | Totaal      | Totaal | Totaal | Totaal | Totaal | Totaal | Totaal | Totaal | Gemiddeld (per wedstrijd) | Gemiddeld (per wedstrijd) | Gemiddeld (per wedstrijd) | Gemiddeld (per wedstrijd) | Gemiddeld (per wedstrijd) | Gemiddeld (per wedstrijd) | Gemiddeld (per wedstrijd) |
| -------- | ---------------- | -------- | ----------- | ------ | ------ | ------ | ------ | ------ | ------ | ------ | ------------------------- | ------------------------- | ------------------------- | ------------------------- | ------------------------- | ------------------------- | ------------------------- |
| 2004     | Western Bulldogs | 17       | 19          | 11     | 12     | 119    | 105    | 224    | 44     | 30     | 0.6                       | 0.6                       | 6.3                       | 5.5                       | 11.8                      | 2.3                       | 1.6                       |
| 2005     | Western Bulldogs | 17       | 22          | 21     | 13     | 236    | 198    | 434    | 93     | 56     | 1.0                       | 0.6                       | 10.7                      | 9.0                       | 19.7                      | 4.2                       | 2.5                       |
| 2006     | Western Bulldogs | 17       | 24          | 30     | 19     | 242    | 216    | 458    | 128    | 60     | 1.3                       | 0.8                       | 10.1                      | 9.0                       | 19.1                      | 5.3                       | 2.5                       |
| 2007     | Western Bulldogs | 17       | 22          | 28     | 21     | 262    | 207    | 469    | 112    | 79     | 1.3                       | 1.0                       | 11.9                      | 9.4                       | 21.3                      | 5.1                       | 3.6                       |
| 2008     | Western Bulldogs | 17       | 25          | 23     | 6      | 311    | 326    | 637    | 98     | 65     | 0.9                       | 0.2                       | 12.4                      | 13.0                      | 25.5                      | 3.9                       | 2.6                       |
| 2009     | Western Bulldogs | 17       | 23          | 14     | 15     | 277    | 340    | 617    | 81     | 58     | 0.6                       | 0.7                       | 12.0                      | 14.8                      | 26.8                      | 3.5                       | 2.5                       |
| 2010     | Western Bulldogs | 17       | 20          | 9      | 12     | 263    | 252    | 515    | 79     | 60     | 0.5                       | 0.6                       | 13.2                      | 12.6                      | 25.8                      | 4.0                       | 3.0                       |
| 2011     | Western Bulldogs | 17       | 13          | 9      | 8      | 156    | 129    | 285    | 38     | 40     | 0.7                       | 0.6                       | 12.0                      | 9.9                       | 21.9                      | 2.9                       | 3.1                       |
| 2012     | Western Bulldogs | 17       | 14          | 9      | 6      | 162    | 131    | 293    | 38     | 37     | 0.6                       | 0.4                       | 11.6                      | 9.4                       | 20.9                      | 2.7                       | 2.6                       |
| 2013     | Western Bulldogs | 17       | 19          | 19     | 11     | 264    | 221    | 485    | 82     | 44     | 1.0                       | 0.6                       | 13.9                      | 11.6                      | 25.5                      | 4.3                       | 2.3                       |
| 2014     | Western Bulldogs | 17       | 18          | 13     | 6      | 190    | 164    | 354    | 67     | 59     | 0.7                       | 0.3                       | 10.6                      | 9.1                       | 19.7                      | 3.7                       | 3.3                       |
| Carrière | Carrière         | Carrière | 219         | 186    | 129    | 2482   | 2289   | 4771   | 860    | 588    | 0.8                       | 0.6                       | 11.3                      | 10.5                      | 21.8                      | 3.9                       | 2.7                       |